# Biyang
Biyang (chinesisch 泌阳县, Pinyin Bìyáng Xiàn) ist ein Kreis in der Provinz Henan der Volksrepublik China, der zum Verwaltungsgebiet der bezirksfreien Stadt Zhumadian gehört. Biyang hat eine Fläche von 2.774 km² und zählt 675.500 Einwohner (Stand: Ende 2018). Sein Hauptort ist die Großgemeinde Bishui (泌水镇).
Die Stätte der Eisenschmelze von Xiahewan (Xiahewan yetie yizhi 下河湾冶铁遗址) aus der Zeit der Streitenden Reiche bis in die Han-Dynastie steht seit 2006 auf der Liste der Denkmäler der Volksrepublik China (6-147).